# هولا
هولا، نام محله ای در بخش مرکزی شهرستان ساری در استان مازندران ایران، است که در بلوار امام رضا قرار دارد و یکی از محلات منطقه ۱ شهرداری ساری بشمار می‌رود.

## جمعیت
این محله در شهر ساری قرار داشته و بر اساس آخرین سرشماری مرکز آمار ایران که در سال ۱۳۸۵ صورت گرفته، جمعیت آن ۲۳۸۴نفر (۵۹۷خانوار) بوده‌است.